# Васамбо (родовища)
Васамбо – група газових родовищ на індонезійському острові Сулавесі.
У 1971 – 1972 роках на південно-західному півострові Сулавесі провели сейсморозвідувальні роботи у осадковому басейні Сенканг-Схід, після чого в 1975 – 1976 та 1981 роках послідували кампанії з розвідувального та оціночного буріння. Всього виявили 4 родовища, три з яких – Валанага, Сампі-Сампі та Бонге – відомі як родовища групи Васамбо. Поклади газу родовищ пов’язані з карбонатними відкладеннями верхнього міоцену та знаходяться на глибині біля 700 метрів. 
Певний час Васамбо розглядали як можливе джерело ресурсу для зведення малого заводу зі зрідження природного газу потужністю 0,5 млн тон на рік, продукція якого призначалась би для задоволення внутрішніх потреб Індонезії. При цьому станом на кінець 2017 році запаси родовища за категорією 2P (підтверджені та ймовірні) оцінювали у 1,86 млрд м3 плюс ресурси категорії 2С у розмірі 1,53 млрд м3. Втім, невдовзі проект заводу ЗПГ відклали і вже станом на кінець 2018-го за Васамбо рахувались лише ресурси в обсязі 3,4 млрд м3.